# Pelican (groupe)
Pour les articles homonymes, voir Pelican.
Pelican est un groupe de post-metal américain, originaire de Chicago, dans l'Illinois. Il est composé de quatre membres. Les compositions du groupe sont de longues instrumentales et sont influencées par divers courants musicaux comme le post-rock (en particulier Explosions in the Sky) ou le metal. Ils se désignent eux-mêmes comme un groupe de post-hardcore. Signé sur le label Hydrahead depuis le premier album, le groupe décide de s'engager avec Southern Lord en février 2009.

## Biographie
Pelican est formé en 2001 à Chicago, dans l'Illinois, et publie la même année un EP, éponyme. Deux ans plus tard, en 2003, sort le split avec The Austerity Program et Scissorfight, chez Hydra Head Records.  La même année, le groupe publie son premier album studio, intitulé Australasia. Leur deuxième album studio, City of Echoes, est publié en 2007.
Auparavant signé au label Hydra Head Records (dirigé et opéré par Aaron Turner d'Isis), Pelican signe avec le label Southern Lord Records en 2009. Pelican tourne avec Wolves in the Throne Room, en soutien à leur premier EP chez Southern Lord, intitulé Ephemeral, publié le 9 juin 2009. Trevor de Brauw que les nouvelles chansons seront plus sombre et « orientées riff » que dans les précédents opus. What We All Come to Need est publié le 27 octobre 2009.
En 2012, Pelican annonce la sortie de leur nouvel EP intitulé Ataraxia/Taraxis. En avril 2012, ils embarquent pour une tournée européenne et britannique, comme au Roadburn Festival aux Pays-Bas. En juin 2012, le groupe annonce sa séparation en bons termes avec le guitariste et membre fondateur Laurent Schroeder-Lebec. Schroeder-Lebec ne tournera pas avec le groupe pendant deux ans, remplacé par Dallas Thomas de The Swan King, et ne participera pas à l'écriture des albums. En 2015, ils publient un nouvel EP intitulé The Cliff.

## Membres
Le groupe était composé initialement de Laurent Lebec (guitare), Trevor de Brauw (guitare), Larry Herweg (batterie). Par la suite, ils furent rejoints par Bryan Herweg, le frère de Larry Herweg (basse). Le quatuor compose la forme actuelle du groupe.

## Discographie

### Albums studio
- 2003 - Australasia
- 2005 - The Fire in Our Throats Will Beckon the Thaw
- 2007 - City of Echoes
- 2009 - What We All Come to Need
- 2013 - Forever Becoming
- 2019 - Nighttime Stories
- 2025 - Flickering Resonance

### EP et splits
- 2001 Pelican (EP)
- 2003 : The Champions of Sound 2003
- 2005 : March Into the Sea (EP)
- 2005 : Split (avec le groupe Mono, vinyle uniquement)
- 2005 : Split (avec le groupe Playing Enemy, vinyle uniquement)
- 2005 : The Fire in our Throats Will Beckon the Thaw (EP)
- 2009 : Ephemeral (EP)
- 2012 : Ataraxia/Taraxis (EP)
- 2013 : Deny the Absolute/The Truce (EP)
- 2015 : The Cliff

### Album live
- 2014 : Arktika (album live)

### Apparitions
- 2008 : Falling Down Compilation (morceau Aurora Borealis)

## Vidéographie
- 2005 : Live in Chicago, 6 novembre 2003 (DVD)
- 2007 : After The Ceiling Cracked (DVD live)